# Võ Chí Công
Võ Chí Công (Tam Xuân 1, Quảng Nam, 7 augustus 1912 – Ho Chi Minhstad, 8 september 2011), geboren als Võ Toàn, was een Vietnamees politicus en voormalig staatshoofd van Vietnam.

## Politieke carrière
Côngs politieke activiteiten begonnen in 1930. In 1935 voegde hij zich tot de Communistische Partij van Indochina en vocht als zodanig mee met het verzet tegen Vichy-Frankrijk in de Tweede Wereldoorlog. In 1942 werd hij omwille van deze activiteiten opgepakt.
Nadat hij werd vrijgelaten ging hij geruime tijd in onbekendheid door het leven. Na het einde van het bestaan van Zuid-Vietnam speelde hij echter nog een belangrijke rol in het communistische Vietnam. Dit resulteerde uiteindelijk in enkele kabinetposten in het huidige Vietnam, zoals die van Minister van Visserijen (1976-1977), Minister van Landbouw (1977-1978) en vice-premier (1976-1982). Uiteindelijk werd hij van 1987 tot en met 1992 voorzitter van de staatsraad, in die tijd beter bekend als staatshoofd.